# N'toko
N'toko (izg. (IPA): [əntókɔ]) (pravo ime: Miha Blažič), slovenski raper, kolumnist in sindikalist, * 1980, Novo mesto
Na sceno je vstopil z repom in elektronsko glasbo, prepleteno z družbenim aktivizmom. Piše kolumno za Mladino. Leta 2022 je soustanovil sindikat Zasuk.

## Glasba
Vzdevek si je nadel po kamerunskem nogometašu Rolandu Ntoku.

### Začetki
Odraščal je v ZDA. V Ljubljani je študiral teologijo, a študija ni dokončal in se je posvetil glasbi. 
Glasbeno kariero je začel kot pevec funky-jazz-rap kolektiva Moveknowledgement, deluje pa tudi kot solo izvajalec. Dvakrat je zmagal na slovenskem državnem »freestyle« tekmovanju, leta 2001 in 2003, ko si je prvo mesto delil z raperjem Trkajem in za nagrado prejel snemanje albuma pri založbi Nika Records.

### Sodelovanja
Poleg skupine Moveknowledgement je dejaven kot DJ in organizator v Safari Kruju, v katerem skupaj z Igorjem Vukom in svojo soprogo Zano Fabjan Blažič (Zana Caroline) organizira in nastopa na mesečnih dogodkih na Metelkovi v Ljubljani. Z ženo glasbeno sodelujeta tudi v angleško-japonsko-slovenskem kolektivu Trinitron. 
Poleg Jake Bergerja na bobnih in Marka Karlovčeca na saksofonu in kitari je s svojim vokalom in elektroniko del tria Ghosts of time. Redno posoja vokal tudi kolektivu BeatMyth, ki ga sestavljajo Igor Vuk (DJ PlankTon), Mitja Pritržnik (Mike Preeters) in Boštjan Pirnar. 
Njegov samostojni projekt pa je Shampoo guy; pod tem imenom ustvarja instrumentalno, klubsko glasbo, ki zveni kot electro, techno, hiphop in house.

### Vplivi
V nekem intervjuju je na vprašanje, kateri glasbeniki so najbolj izoblikovali njegov glasbeni okus, odgovoril takole: 
»12-14 let: Bon Jovi, Aerosmith, Poison…, 14-16 let: Guns and Roses, Metallica, Nirvana…, 16-18 let: 2pac, Dr. Dre, Snoop Dogg…, 18-20 let: Fugees, Mos Def, The Roots…, 20-22 let: Hendrix, The Doors, Miles Davis…, 22-24 let: Sage Francis, Aesop Rock, Dose One…, 24-26 let: The Boredoms, Otomo Yoshihide, Shibusa Shirazu Orchestra…, 26-28 let: Tom Waits, Björk, more Boredoms…, 28-30 let: LCD Soundsystem, Justice, Soulwax…, 30-do danes: Nakata Yasutaka, Lil Wayne,…«.
Pravi, da so se njegovi kriteriji o dobrem freestylu zvišali, ko je prvič slišal Sagea Francisa. Z njim se je nekoč tudi pomeril v freestylu. Pri ustvarjanju glasbe ima nanj močan vpliv tudi Japonska, kjer je nekaj mesecev živel in tam izdal tudi nekaj solističnih albumov.

## Aktivizem in ustanovitev sindikata
Z ženo je vodil center za migrante v nekdanjem Rogu. Je splošni koordinator sindikata Zasuk.

## Blogi in kolumne
Je kolumnist tednika Mladina. Imel je svoj blog.

## Zasebno
Poročen je z Zano Fabjan Blažič.

## Diskografija
Glej tudi Moveknowledgement.

### Studijski albumi
- Cesarjeva nova podoba (2003)
- Dobrodelni koncert ob koncu sveta (2005)
- Ex Shanti/Future Shanti (2010)
- Parada ljubezni (2010)
- Mind Business (2013)
- Emirates (2017)

### EP-ji
- Where's Waldo (2004)
- Elixiryproslam (2007)
- Fight Like a Girl (2012)